# قنبش الحمراء
قرية قنبش الحمراء هي إحدى القرى التابعة لمركز ببا في محافظة بني سويف في جمهورية مصر العربية. حسب إحصاءات سنة 2006، بلغ إجمالي السكان في قنبش الحمراء 13668 نسمة، منهم 6704 رجل و6964 امرأة.